# سیارک ۱۹۵۲۸
سیارک ۱۹۵۲۸ (به انگلیسی: 19528 Delloro، نامگذاری:1999GB1) نوزده هزار و پانصد و بیست و هشتمین سیارک کشف شده‌است که در ۴ آوریل ۱۹۹۹ کشف شد.
قدر مطلق سیارک برابر ۱۴٫۶۰ است.